# یوری اسمولیاکوف
یوری اسمولیاکوف (روسی: Юрий Тимофеевич Смоляков؛ زادهٔ ۲۰ سپتامبر ۱۹۴۱) ورزشکار شمشیربازی اهل اتحاد جماهیر شوروی سوسیالیستی است.
وی در مسابقات کشوری و بین‌المللی در مجموع برندهٔ ۱ مدال نقره شده‌است.